# Кратохвил, Ярослав
Ярослав Кратохвил (чеш. Jaroslav Kratochvíl, 17 января 1885[…], Тучапы — 20 марта 1945[…], Терезиенштадт или Малая крепость (Терезин)) — чешский писатель, журналист и переводчик, коммунист, антифашист.

## Биография
Родился в семье учителя. Учился в сельскохозяйственном университете в Галле-Виттенбергском университете (Германия). Принимал участие в гражданской войне в России. Сначала примкнул к чехословацким легионерам, потом порвал с ними. Вернувшись из России в 1920 году, он занял место чиновника государственных лесов и поместий. Написал памфлет на легионерское движение «Путь Революции». Один из основателей «Общества чехословацко-советской дружбы». Вместе с Ладиславом Новомеским и Иваном Ольбрахтом входил в комитет помощи голодающим в Закарпатье. Посещал Испанию, написал серию очерков «Барселона, Валенсия, Мадрид» (1937).
Участник антифашистского сопротивления. Погиб в концлагере Терезиенштадт.
В 1927—1929 годах он работал ответственным редактором журнала «Новая Россия». В 1936 году он стал членом так называемого U-блока. В 1937—1939 годах он был заместителем председателя Общества друзей демократической Испании. В январе 1945 года он был арестован гестапо за участие в сопротивлении, а затем был депортирован в Терезин, где он умер.

## Основные произведения
- Сборник рассказов «Деревня» о социальном расслоении Моравской сельской местности (есть русский перевод).
- Роман «Истоки» (Prameni), рассказывающий о жизни предреволюционной России, сочетающий психологизм и эпичность.
- Барселона-Валенсия-Мадрид-репортажи

В музее народного поэта Беларуси Янки Купалы в Минске есть фотография Кратховила с Янкой Купалой и Йозефом Горой.